# Dance to Death
Dance to Death (Originaltitel: russisch Танцы насмерть, transkribiert Tanzy nasmert) ist ein russischer dystopischer Spielfilm aus dem Jahr 2017. In Deutschland wurde der Film ab dem 1. September 2017 direkt als DVD vertrieben.

## Handlung
Im Jahr 2070 – nach einem verheerenden Atomkrieg, welcher große Teile der Erde verwüstet hat – ist ein Überleben nur in wenigen Städten möglich. Die dortige Bevölkerung glaubt, dass die Natur sich gegen den Menschen zur Wehr setzt und nur durch die Spende von Energie besänftigt werden kann. Diese Energie wird durch den Tod eines mehr oder weniger freiwilligen Teilnehmers in einem Tanzbattle gewonnen. Die Bevölkerung der Stadt ist in zwei Teile aufgeteilt: Die einfache Bevölkerung, welche auf den Straßen lebt und teilweise schutzlos den Naturgewalten ausgesetzt ist, und einer elitären Führung, welche in einem Bunker wohnt. Der junge Kostya wird auf der Flucht vor einem brutalen Schwarzhändler von den Sicherheitskräften gefangen genommen und für das angesetzte Tanzbattle zwangsrekrutiert. Mit sechs anderen Teilnehmern, von denen nur Anya freiwillig dabei ist, wird er in einen Wohnbereich der Arena im Bunker gebracht. Kostya freundet sich mit Anya an, die die Tochter „des Bestimmers“ ist, dem Anführer der Stadt. Anya, die sich aus Rache an ihrem Vater freiwillig gemeldet hat, erklärt Kostya, dass die Tanzkämpfe vom DJ manipuliert werden und es nur darauf ankommt, dass einer der Duellanten stirbt, damit dessen Energie zum Zeitpunkt des Todes in einem Armband gespeichert werden kann. Kostya versucht zu fliehen, wird aber von einem anderen Teilnehmer verraten, während Anya während eines Duell von ihrem Gegner als Teil eines Komplotts der übrigen Elite gegen den Bestimmer verletzt wird. Aus Angst, seine Tochter würde im nächsten Duell sterben, ermöglicht der Bestimmer Kostya erneut die Flucht, unter der Bedingung, dass dieser Anya mitnimmt. Anya möchte allerdings nicht fliehen, sondern verlangt den Zutritt in einen Bereich des Bunkers, den sie bisher noch nicht betreten konnte. Dort finden die beiden heraus, dass die Energie, die bei den Duellen gewonnen wird nicht für die Besänftigung der Natur verwendet wird, sondern zum Teil von der Elite zur Verlängerung ihres eigenen Lebens verwendet wird und zum anderen Teil an eine weitere Gruppe – den „Kuratoren“ – abgegeben werden muss. Weiterhin werden die Katastrophen, die in unregelmäßigen Abständen über die Stadt hereinbrechen, aus dem Bunker heraus initiiert. Anya geht freiwillig zur Arena zurück, während Kostya aus dem Bunker flieht. Als der Bestimmer den finalen Kampf absagen will, wird er von der übrigen Elite unter erfundenen Gründen zum Tode verurteilt und getötet. Kostya sieht, dass Anya zum letzten Kampf gezwungen wird, und meldet sich freiwillig im Bunker zurück. Da Anya aber trotz ihrer Verletzung den Kampf gewonnen hat, muss sie nun noch gegen Kostya kämpfen. Die beiden verweigern den Kampf und zerstören die Arena durch eine Energieüberladung. Als die beiden nach dem Kampf vom neuen Bestimmer getötet werden sollen, greift ein Kommando der Kuratoren ein und bringt Anya und Kostya an einen Strand vor einer weiteren großen Stadt.

## Kritiken
Thomas Badtke von n-tv meint „Das Ambiente, die Bilder, die Stimmung: All das harmoniert perfekt mit den überzeugenden Darstellerleistungen.“. Sebastian Groß von moviebreak.de fasst seine vernichtende Kritik mit „Ein Film so spaßig wie mit Blasen unter den Füßen auf Glasscherben zu tanzen - barfuß.“ zusammen.